# 费蒙斯马尔卡国家公园
费蒙斯马尔卡国家公园（挪威語：Femundsmarka nasjonalpark）是挪威的一個國家公園。费蒙斯马尔卡国家公园以沼澤和湖泊景觀為主，毗鄰挪威第二大天然湖泊费蒙湖（Femunden）。是一個熱門的劃獨木舟和釣魚目的地。國家公園成立於1971年。

## 外部連結
- 360°虚拟游览费蒙斯马尔卡国家公园 （页面存档备份，存于）
- 费蒙斯马尔卡国家公园地图[]
- Femundsmarka - nine protected nature areas